# デルモシスチジウム症
デルモシスチジウム症（デルモシスチジウムしょう、英語: dermocystidiosis）とは、Dermocystidium属菌の感染を原因とする魚類の感染症。コイではDermocystidium koiの感染を原因とし、眼、鰭基部、体側部、腹部の発赤、隆起が認められる。ヨーロッパウナギではD. anguillaeの感染を原因とし、鰓蓋の隆起が認められる。